# کلاوس-دیتر دوینسکی
کلاوس-دیتر دوینسکی (انگلیسی: Klaus-Dieter Dewinski؛ زادهٔ ۳۱ اوت ۱۹۵۰) بازیکن فوتبال اهل آلمان است.
از باشگاه‌هایی که در آن بازی کرده‌است می‌توان به باشگاه فوتبال وورتسبورگ کیکرز و باشگاه فوتبال بوخوم اشاره کرد.